# Danh sách trò chơi của Capcom: M
Sau đây là danh sách các trò chơi được phát triển, xuất bản hoặc cấp phép bởi Capcom
| Tiêu đề                                            | Hệ máy                              | Ngày phát hành       | Nhà phát triển              | JP | NA | EU | AUS     | Ref(s)          |
| -------------------------------------------------- | ----------------------------------- | -------------------- | --------------------------- | -- | -- | -- | ------- | --------------- |
| Magic Sword                                        | Arcade                              | 23 tháng 7 năm 1990  | Capcom                      | Có | Có | Có |         | [ 1 ]           |
| Magic Sword                                        | Super Nintendo Entertainment System | 29 tháng 5 năm 1992  | Minakuchi Engineering       | Có | Có | Có |         | [ 1 ]           |
| Magic Sword                                        | Xbox Live Arcade                    | 14 tháng 4 năm 2010  | Capcom                      | Có | Có | Có | Có      | [ 2 ]           |
| Magic Sword                                        | PlayStation Network                 | 15 tháng 4 năm 2010  | Capcom                      | Có | Có | Có | Có      | [ 2 ]           |
| Magical Tetris Challenge                           | Arcade                              | 1998                 | Capcom                      | Có |    |    |         | [ 3 ]           |
| Magical Tetris Challenge                           | Nintendo 64                         | 20 tháng 11 năm 1998 | Capcom                      | Có | Có | Có |         | [ 3 ]           |
| Magical Tetris Challenge                           | PlayStation                         | 18 tháng 3 năm 1999  | Capcom                      | Có |    | Có |         | [ 3 ]           |
| Magical Tetris Challenge                           | Game Boy Color                      | 12 tháng 11 năm 1999 | Capcom                      | Có | Có | Có |         | [ 3 ]           |
| Makaimura for WonderSwan                           | WonderSwan                          | 1999                 | Capcom                      | Có | Có | Có |         | [ 4 ]           |
| Mars Matrix: Hyper Solid Shooting                  | Arcade                              | tháng 4 năm 2000     | Takumi Corporation          | Có | Có |    |         | [ 5 ]           |
| Mars Matrix: Hyper Solid Shooting                  | Dreamcast                           | 9 tháng 11 năm 2000  | Takumi Corporation          | Có | Có |    |         | [ 5 ]           |
| Marusa no Onna                                     | Nintendo Entertainment System       | 19 tháng 9 năm 1989  | Capcom                      | Có |    |    |         | [ 6 ]           |
| Marvel Super Heroes                                | Arcade                              | 24 tháng 10 năm 1995 | Capcom                      | Có | Có |    |         | [ 7 ]           |
| Marvel Super Heroes                                | Sega Saturn                         | 8 tháng 8 năm 1997   | Capcom                      | Có | Có | Có |         | [ 7 ]           |
| Marvel Super Heroes                                | PlayStation                         | 25 tháng 9 năm 1997  | Capcom                      | Có | Có | Có |         | [ 7 ]           |
| Marvel Super Heroes                                | PlayStation Network                 | 26 tháng 9 năm 2012  | Capcom                      | Có | Có | Có | Có      | [ 7 ]           |
| Marvel Super Heroes                                | Xbox Live Arcade                    | 26 tháng 9 năm 2012  | Capcom                      | Có | Có | Có | Có      | [ 7 ]           |
| Marvel Super Heroes vs. Street Fighter             | Arcade                              | tháng 7 năm 1997     | Capcom                      | Có | Có |    |         | [ 8 ]           |
| Marvel Super Heroes vs. Street Fighter             | Sega Saturn                         | 22 tháng 10 năm 1998 | Capcom                      | Có |    |    |         | [ 8 ]           |
| Marvel Super Heroes vs. Street Fighter EX Edition  | PlayStation                         | 23 tháng 2 năm 1999  | Capcom                      | Có | Có | Có |         | [ 8 ]           |
| Marvel Super Heroes In War of the Gems             | Super Nintendo Entertainment System | 18 tháng 10 năm 1996 | Capcom                      | Có | Có | Có |         | [ 9 ]           |
| Marvel vs. Capcom                                  | Dreamcast                           | 25 tháng 3 năm 1999  | Capcom                      | Có | Có | Có |         | [ 10 ]          |
| Marvel vs. Capcom 2                                | Dreamcast                           | 30 tháng 3 năm 2000  | Capcom                      | Có | Có | Có |         | [ 11 ]          |
| Marvel vs. Capcom 2                                | iOS\| 25 tháng 4 năm 2012           | Có                   | Capcom                      | Có | Có | Có | [ 11 ]  |                 |
| Marvel vs. Capcom 2                                | PlayStation 2                       | 19 tháng 9 năm 2002  | Capcom                      | Có | Có | Có |         | [ 11 ]          |
| Marvel vs. Capcom 2                                | PlayStation Network                 | 13 tháng 8 năm 2009  | Capcom                      | Có | Có | Có | Có      | [ 11 ]          |
| Marvel vs. Capcom 2                                | Xbox                                | 19 tháng 9 năm 2002  | Capcom                      | Có | Có |    |         | [ 11 ]          |
| Marvel vs. Capcom 2                                | Xbox Live Marketplace               | 29 tháng 7 năm 2009  | Capcom                      | Có | Có | Có | Có      | [ 11 ]          |
| Marvel vs. Capcom 2: New Age of Heroes             | Arcade                              | 2000                 | Capcom                      | Có | Có | Có | Có      | [ 11 ]          |
| Marvel vs. Capcom 3: Fate of Two Worlds            | PlayStation 3                       | 15 tháng 2 năm 2011  | Capcom/Eighting             | Có | Có | Có |         | [ 12 ]          |
| Marvel vs. Capcom 3: Fate of Two Worlds            | Xbox 360                            | 15 tháng 2 năm 2011  | Capcom/Eighting             | Có | Có | Có |         | [ 12 ]          |
| Marvel vs. Capcom: Clash of Super Heroes           | Arcade                              | 23 tháng 1 năm 1998  | Capcom                      | Có | Có |    |         | [ 7 ]           |
| Marvel vs. Capcom: Clash of Super Heroes           | Dreamcast                           | 25 tháng 3 năm 1999  | Capcom                      | Có | Có | Có |         | [ 7 ]           |
| Marvel vs. Capcom Clash of Super Heroes EX Edition | PlayStation                         | 11 tháng 11 năm 1999 | Capcom                      | Có | Có | Có |         | [ 7 ]           |
| Marvel vs. Capcom: Infinite                        | PlayStation 4                       | 19 tháng 9 năm 2017  | Capcom                      | Có | Có | Có |         | [ 13 ]          |
| Marvel vs. Capcom: Infinite                        | Microsoft Windows                   | 19 tháng 9 năm 2017  | Capcom                      | Có | Có | Có |         | [ 13 ]          |
| Marvel vs. Capcom: Infinite                        | Xbox One                            | 19 tháng 9 năm 2017  | Capcom                      | Có | Có | Có |         | [ 13 ]          |
| Marvel vs. Capcom Origins                          | PlayStation Network                 | 25 tháng 9 năm 2012  | Capcom                      | Có | Có | Có | Có      | [ 14 ]          |
| Marvel vs. Capcom Origins                          | Xbox Live Arcade                    | 26 tháng 9 năm 2012  | Capcom                      | Có | Có | Có | Có      | [ 14 ]          |
| Maximo vs. Army of Zin                             | PlayStation 2                       | 18 tháng 9 năm 2003  | Capcom                      | Có | Có | Có | Có      | [ 15 ]          |
| Maximo vs. Army of Zin                             | PlayStation Network                 | 15 tháng 2 năm 2012  | Capcom                      |    |    | Có |         | [ 15 ]          |
| Maximo: Ghosts to Glory                            | PlayStation 2                       | 27 tháng 12 năm 2001 | Capcom                      | Có | Có | Có | Có      | [ 16 ]          |
| Maximo: Ghosts to Glory                            | PlayStation Network                 | 4 tháng 10 năm 2011  | Capcom                      |    | Có | Có | Có      | [ 16 ]          |
| MaXplosion                                         | iOS\| 2011                          | Capcom               |                             | Có | Có | Có | [ 17 ]  |                 |
| Mega Man                                           | Nintendo Entertainment System       | 17 tháng 12 năm 1987 | Capcom                      | Có | Có | Có |         | [ 18 ]          |
| Mega Man                                           | PlayStation                         | 5 tháng 8 năm 1999   | Capcom                      | Có |    |    |         | [ 19 ]          |
| Mega Man                                           | Android                             | 5 tháng 1 năm 2017   | Capcom                      | Có | Có |    |         | [ 20 ]          |
| Mega Man & Bass                                    | Super Nintendo Entertainment System | 24 tháng 4 năm 1998  | Capcom                      | Có |    |    |         | [ 21 ]          |
| Mega Man & Bass                                    | Game Boy Advance                    | 10 tháng 8 năm 2002  | Capcom                      | Có | Có | Có | Có      | [ 22 ]          |
| Mega Man 2                                         | Nintendo Entertainment System       | 24 tháng 12 năm 1988 | Capcom                      | Có | Có | Có |         | [ 23 ]          |
| Mega Man 2                                         | PlayStation                         | 2 tháng 9 năm 1999   | Capcom                      | Có |    |    |         | [ 24 ]          |
| Mega Man 2                                         | iOS\| 26 tháng 3 năm 2009           |                      | Capcom                      | Có |    |    | [ 25 ]  |                 |
| Mega Man 2: The Power Fighters                     | Arcade                              | 9 tháng 7 năm 1996   | Capcom                      | Có | Có | Có | Có      | [ 26 ]          |
| Mega Man 3                                         | Nintendo Entertainment System       | 28 tháng 9 năm 1990  | Capcom                      | Có | Có | Có |         | [ 27 ]          |
| Mega Man 3                                         | PlayStation                         | 14 tháng 9 năm 1999  | Capcom                      | Có |    |    |         | [ 28 ]          |
| Mega Man 4                                         | Nintendo Entertainment System       | 6 tháng 12 năm 1991  | Capcom                      | Có | Có | Có |         | [ 29 ]          |
| Mega Man 4                                         | PlayStation                         | 28 tháng 10 năm 1999 | Capcom                      | Có |    |    |         | [ 30 ]          |
| Mega Man 5                                         | Nintendo Entertainment System       | 4 tháng 12 năm 1992  | Capcom                      | Có | Có | Có |         | [ 31 ]          |
| Mega Man 5                                         | PlayStation                         | 25 tháng 11 năm 1999 | Capcom                      | Có |    |    |         | [ 32 ]          |
| Mega Man 6                                         | Nintendo Entertainment System       | 5 tháng 11 năm 1993  | Capcom                      | Có | Có |    |         | [ 33 ]          |
| Mega Man 6                                         | PlayStation                         | 9 tháng 12 năm 1999  | Capcom                      | Có |    |    |         | [ 34 ]          |
| Mega Man 64                                        | Nintendo 64                         | 22 tháng 11 năm 2000 | Capcom                      | Có | Có |    |         | [ 35 ]          |
| Mega Man 7                                         | Super Nintendo Entertainment System | 24 tháng 3 năm 1995  | Capcom                      | Có | Có | Có |         | [ 36 ]          |
| Mega Man 8                                         | PlayStation                         | 17 tháng 12 năm 1996 | Capcom                      | Có | Có | Có | Có      | [ 37 ]          |
| Mega Man 8                                         | Sega Saturn                         | 17 tháng 1 năm 1997  | Capcom                      | Có | Có |    |         | [ 37 ]          |
| Mega Man 9                                         | WiiWare                             | 22 tháng 9 năm 2008  | Inti Creates/Capcom         | Có | Có | Có | Có      | [ 38 ]          |
| Mega Man 9                                         | PlayStation Network                 | 25 tháng 9 năm 2008  | Inti Creates/Capcom         | Có | Có | Có | Có      | [ 38 ]          |
| Mega Man 9                                         | Xbox Live Marketplace               | 1 tháng 10 năm 2008  | Inti Creates/Capcom         | Có | Có | Có | Có      | [ 38 ]          |
| Mega Man 10                                        | WiiWare                             | 1 tháng 3 năm 2010   | Inti Creates/Capcom         | Có | Có | Có | Có      | [ 39 ]          |
| Mega Man 10                                        | PlayStation Network                 | 9 tháng 3 năm 2010   | Inti Creates/Capcom         | Có | Có | Có |         | [ 39 ]          |
| Mega Man 10                                        | Xbox Live Marketplace               | 31 tháng 3 năm 2010  | Inti Creates/Capcom         | Có | Có | Có | Có      | [ 39 ]          |
| Mega Man 11                                        | Microsoft Windows                   | 2 tháng 10 năm 2018  | Capcom                      | Có | Có | Có | Có      | [ 40 ]          |
| Mega Man 11                                        | Nintendo Switch                     | 2 tháng 10 năm 2018  | Capcom                      | Có | Có | Có | Có      | [ 40 ]          |
| Mega Man 11                                        | PlayStation 4                       | 2 tháng 10 năm 2018  | Capcom                      | Có | Có | Có | Có      | [ 40 ]          |
| Mega Man 11                                        | Xbox One                            | 2 tháng 10 năm 2018  | Capcom                      | Có | Có | Có | Có      | [ 40 ]          |
| Mega Man Anniversary Collection                    | GameCube                            | 23 tháng 6 năm 2004  | Atomic Planet Entertainment |    | Có |    |         | [ 41 ]          |
| Mega Man Anniversary Collection                    | PlayStation 2                       | 23 tháng 6 năm 2004  | Atomic Planet Entertainment |    | Có |    |         | [ 41 ]          |
| Mega Man Anniversary Collection                    | Xbox                                | 15 tháng 3 năm 2005  | Atomic Planet Entertainment |    | Có |    |         | [ 42 ]          |
| Mega Man Battle & Chase                            | PlayStation                         | 20 tháng 3 năm 1997  | Capcom                      | Có | Có | Có | Có      | [ 43 ]          |
| Mega Man Battle Chip Challenge                     | Game Boy Advance                    | 8 tháng 8 năm 2003   | Inti Creates/Capcom         | Có | Có | Có |         | [ 44 ]          |
| Mega Man Battle Network                            | Game Boy Advance                    | 21 tháng 3 năm 2001  | Capcom                      | Có | Có | Có |         | [ 45 ]          |
| Mega Man Battle Network 2                          | Game Boy Advance                    | 14 tháng 12 năm 2001 | Capcom                      | Có | Có | Có | Có      | [ 46 ]          |
| Mega Man Battle Network 3                          | Game Boy Advance                    | 6 tháng 12 năm 2002  | Capcom                      | Có | Có | Có | Có      | [ 47 ] [ 48 ]   |
| Mega Man Battle Network 4                          | Game Boy Advance                    | 14 tháng 12 năm 2003 | Capcom                      | Có | Có | Có | Có      | [ 49 ] [ 50 ]   |
| Mega Man Battle Network 5                          | Game Boy Advance                    | 9 tháng 12 năm 2004  | Capcom                      | Có | Có | Có |         | [ 51 ]          |
| Mega Man Battle Network 5                          | Nintendo DS                         | 21 tháng 7 năm 2005  | Capcom                      | Có | Có | Có | Có      | [ 51 ]          |
| Mega Man Battle Network 6                          | Game Boy Advance                    | 23 tháng 11 năm 2005 | Capcom                      | Có | Có | Có |         | [ 52 ]          |
| Mega Man: Dr. Wily's Revenge                       | Game Boy                            | 26 tháng 7 năm 1991  | Minakuchi Engineering       | Có | Có | Có |         | [ 53 ]          |
| Mega Man II                                        | Game Boy                            | 20 tháng 12 năm 1991 | Japan System House          | Có | Có | Có |         | [ 54 ]          |
| Mega Man III                                       | Game Boy                            | 11 tháng 12 năm 1992 | Minakuchi Engineering       | Có | Có | Có |         | [ 54 ]          |
| Mega Man IV                                        | Game Boy                            | 29 tháng 10 năm 1993 | Minakuchi Engineering       | Có | Có | Có |         | [ 54 ]          |
| Mega Man Legends                                   | PlayStation                         | 18 tháng 12 năm 1997 | Capcom                      | Có | Có | Có |         | [ 55 ]          |
| Mega Man Legends                                   | Microsoft Windows                   | 23 tháng 2 năm 2001  | Capcom                      | Có | Có |    |         | [ 56 ]          |
| Mega Man Legends                                   | PlayStation Portable                | 4 tháng 8 năm 2005   | Capcom                      | Có |    |    |         | [ 56 ]          |
| Mega Man Legends 2                                 | PlayStation                         | 20 tháng 4 năm 2000  | Capcom                      | Có | Có | Có |         | [ 57 ]          |
| Mega Man Legends 2                                 | Microsoft Windows                   | 8 tháng 9 năm 2005   | Capcom                      | Có | Có |    |         | [ 57 ]          |
| Mega Man Legends 2                                 | PlayStation Portable                | 30 tháng 5 năm 2003  | Capcom                      | Có |    |    |         | [ 57 ]          |
| Mega Man Legends 3                                 | Nintendo 3DS                        | Cancelled            | Capcom                      |    |    |    |         | [ 58 ]          |
| Mega Man Mania                                     | Game Boy Advance                    | Cancelled            | Capcom                      |    |    |    |         | [ 41 ]          |
| Mega Man Network Transmission                      | GameCube                            | 6 tháng 3 năm 2003   | Arika                       | Có | Có | Có |         | [ 59 ]          |
| Mega Man Powered Up                                | PlayStation Portable                | 2 tháng 3 năm 2006   | Capcom                      | Có | Có | Có |         | [ 60 ]          |
| Mega Man Powered Up                                | PlayStation Network                 | 16 tháng 12 năm 2009 | Capcom                      | Có |    |    |         | [ 61 ]          |
| Mega Man Soccer                                    | Super Nintendo Entertainment System | 17 tháng 2 năm 1994  | Sun L                       | Có | Có |    |         | [ 27 ]          |
| Mega Man Star Force                                | Nintendo DS                         | 14 tháng 12 năm 2006 | Capcom                      | Có | Có | Có | Có      | [ 62 ]          |
| Mega Man Star Force 2                              | Nintendo DS                         | 22 tháng 11 năm 2007 | Capcom                      | Có | Có | Có | Có      | [ 63 ]          |
| Mega Man Star Force 3                              | Nintendo DS                         | 13 tháng 11 năm 2008 | Capcom                      | Có | Có |    |         | [ 64 ]          |
| Mega Man Universe                                  | PlayStation Network                 | Cancelled            | Capcom                      |    |    |    |         | [ 65 ]          |
| Mega Man Universe                                  | Xbox Live Marketplace               | Cancelled            | Capcom                      |    |    |    |         | [ 65 ]          |
| Mega Man V                                         | Game Boy                            | 22 tháng 7 năm 1994  | Minakuchi Engineering       | Có | Có | Có |         | [ 66 ]          |
| Mega Man X                                         | Super Nintendo Entertainment System | 17 tháng 12 năm 1993 | Capcom                      | Có | Có | Có |         | [ 67 ]          |
| Mega Man X                                         | DOS                                 | 10 tháng 3 năm 1995  | Rozner Labs                 | Có | Có |    |         | [ 67 ]          |
| Mega Man X                                         | Virtual Console                     | 2011                 | Capcom                      | Có | Có | Có | Có      | [ 67 ]          |
| Mega Man X                                         | Android                             | 18 tháng 11 năm 2011 | Capcom                      | Có |    |    |         | [ 68 ]          |
| Mega Man X                                         | iOS\| 21 tháng 12 năm 2011          | Có                   | Capcom                      | Có | Có | Có | [ 69 ]  |                 |
| Mega Man X Collection                              | GameCube                            | 10 tháng 1 năm 2006  | Capcom                      |    | Có |    |         | [ 70 ]          |
| Mega Man X Collection                              | PlayStation 2                       | 10 tháng 1 năm 2006  | Capcom                      |    | Có |    |         | [ 70 ]          |
| Mega Man X: Command Mission                        | GameCube                            | 29 tháng 7 năm 2004  | Capcom                      | Có | Có | Có |         | [ 71 ]          |
| Mega Man X: Command Mission                        | PlayStation 2                       | 29 tháng 7 năm 2004  | Capcom                      | Có | Có | Có |         | [ 71 ]          |
| Mega Man X Legacy Collection                       | Microsoft Windows                   | 24 tháng 7 năm 2018  | Capcom                      | Có | Có | Có | Có      | [ 72 ]          |
| Mega Man X Legacy Collection                       | Nintendo Switch                     | 24 tháng 7 năm 2018  | Capcom                      | Có | Có | Có | Có      | [ 72 ]          |
| Mega Man X Legacy Collection                       | PlayStation 4                       | 24 tháng 7 năm 2018  | Capcom                      | Có | Có | Có | Có      | [ 72 ]          |
| Mega Man X Legacy Collection                       | Xbox One                            | 24 tháng 7 năm 2018  | Capcom                      | Có | Có | Có | Có      | [ 72 ]          |
| Mega Man X Legacy Collection 2                     | Microsoft Windows                   | 24 tháng 7 năm 2018  | Capcom                      | Có | Có | Có | Có      | [ 72 ]          |
| Mega Man X Legacy Collection 2                     | Nintendo Switch                     | 24 tháng 7 năm 2018  | Capcom                      | Có | Có | Có | Có      | [ 72 ]          |
| Mega Man X Legacy Collection 2                     | PlayStation 4                       | 24 tháng 7 năm 2018  | Capcom                      | Có | Có | Có | Có      | [ 72 ]          |
| Mega Man X Legacy Collection 2                     | Xbox One                            | 24 tháng 7 năm 2018  | Capcom                      | Có | Có | Có | Có      | [ 72 ]          |
| Mega Man X2                                        | Super Nintendo Entertainment System | 16 tháng 12 năm 1994 | Capcom                      | Có | Có | Có | Có      | [ 73 ]          |
| Mega Man X3                                        | Super Nintendo Entertainment System | 1 tháng 12 năm 1995  | Minakuchi Engineering       | Có | Có | Có |         | [ 74 ]          |
| Mega Man X3                                        | PlayStation                         | 26 tháng 4 năm 1996  | Capcom                      | Có |    | Có |         | [ 74 ]          |
| Mega Man X3                                        | Sega Saturn                         | 26 tháng 4 năm 1996  | Capcom                      | Có |    | Có |         | [ 74 ]          |
| Mega Man X3                                        | Microsoft Windows                   | 28 tháng 3 năm 1997  | Capcom                      | Có | Có | Có |         | [ 74 ]          |
| Mega Man X3                                        | Virtual Console                     | 28 tháng 8 năm 2014  | Minakuchi Engineering       | Có | Có | Có | Có      | [ 75 ]          |
| Mega Man X4                                        | PlayStation                         | 1 tháng 8 năm 1997   | Capcom                      | Có | Có |    |         | [ 76 ]          |
| Mega Man X4                                        | Sega Saturn                         | 1 tháng 8 năm 1997   | Capcom                      | Có | Có |    |         | [ 76 ]          |
| Mega Man X4                                        | Microsoft Windows                   | 3 tháng 12 năm 1998  | Capcom                      | Có | Có | Có |         | [ 76 ]          |
| Mega Man X4                                        | PlayStation Network                 | 17 tháng 12 năm 2014 | Capcom                      | Có | Có |    |         | [ 77 ]          |
| Mega Man X5                                        | PlayStation                         | 30 tháng 11 năm 2000 | Capcom                      | Có | Có | Có |         | [ 78 ]          |
| Mega Man X5                                        | Microsoft Windows                   | 30 tháng 7 năm 2001  | Capcom                      | Có | Có | Có | Có      | [ 79 ]          |
| Mega Man X5                                        | PlayStation Network                 | 9 tháng 9 năm 2014   | Capcom                      | Có | Có |    |         | [ 80 ]          |
| Mega Man X6                                        | PlayStation                         | 29 tháng 11 năm 2001 | Capcom                      | Có | Có | Có |         | [ 81 ]          |
| Mega Man X6                                        | Microsoft Windows                   | 13 tháng 12 năm 2002 | Capcom                      |    |    |    | Có      | [ 81 ]          |
| Mega Man X6                                        | PlayStation Network                 | 8 tháng 7 năm 2015   | Capcom                      | Có |    |    |         | [ 81 ]          |
| Mega Man X7                                        | PlayStation 2                       | 17 tháng 7 năm 2003  | Capcom                      | Có | Có | Có |         | [ 82 ]          |
| Mega Man X7                                        | Microsoft Windows                   | 2004                 | Capcom                      |    |    |    | Có      | [ 82 ]          |
| Mega Man X8                                        | PlayStation 2                       | 7 tháng 12 năm 2004  | Capcom                      | Có | Có | Có |         | [ 83 ]          |
| Mega Man X8                                        | Microsoft Windows                   | 10 tháng 3 năm 2005  | Capcom                      | Có |    | Có |         | [ 84 ]          |
| Mega Man X8                                        | PlayStation Network                 | 16 tháng 12 năm 2015 | Capcom                      | Có |    |    |         | [ 83 ]          |
| Mega Man Xtreme                                    | Game Boy Color                      | 20 tháng 10 năm 2000 | Capcom                      | Có | Có | Có |         | [ 85 ]          |
| Mega Man Xtreme 2                                  | Game Boy Color                      | 19 tháng 7 năm 2001  | Capcom                      | Có | Có | Có |         | [ 86 ]          |
| Mega Man Xtreme 2                                  | Virtual Console                     | 25 tháng 12 năm 2013 | Capcom                      | Có | Có | Có | Có      | [ 87 ]          |
| Mega Man Zero                                      | Game Boy Advance                    | 22 tháng 10 năm 2014 | Inti Creates                | Có | Có | Có |         | [ 88 ]          |
| Mega Man Zero                                      | Virtual Console                     | 25 tháng 12 năm 2013 | Inti Creates                | Có | Có | Có | Có      | [ 89 ]          |
| Mega Man Zero 2                                    | Game Boy Advance                    | 2 tháng 5 năm 2003   | Inti Creates                | Có | Có | Có |         | [ 90 ]          |
| Mega Man Zero 2                                    | Virtual Console                     | 7 tháng 1 năm 2015   | Inti Creates                | Có | Có | Có | Có      | [ 89 ]          |
| Mega Man Zero 3                                    | Game Boy Advance                    | 23 tháng 4 năm 2004  | Inti Creates                | Có | Có | Có |         | [ 91 ]          |
| Mega Man Zero 3                                    | Virtual Console                     | 26 tháng 3 năm 2015  | Inti Creates                | Có | Có | Có | Có      | [ 92 ]          |
| Mega Man Zero 4                                    | Game Boy Advance                    | 21 tháng 4 năm 2005  | Inti Creates/Natsume        | Có | Có | Có | Có      | [ 93 ]          |
| Mega Man Zero 4                                    | Virtual Console                     | 14 tháng 5 năm 2015  | Inti Creates/Natsume        | Có | Có | Có | Có      | [ 93 ]          |
| Mega Man Zero Collection                           | Nintendo DS                         | 8 tháng 6 năm 2010   | Inti Creates                | Có | Có | Có | Có      | [ 94 ]          |
| Mega Man ZX                                        | Nintendo DS                         | 6 tháng 7 năm 2006   | Inti Creates                | Có | Có | Có | Có      | [ 95 ]          |
| Mega Man ZX Advent                                 | Nintendo DS                         | 12 tháng 7 năm 2007  | Inti Creates                | Có | Có | Có | Có      | [ 96 ]          |
| Mega Man: Maverick Hunter X                        | PlayStation Portable                | 15 tháng 12 năm 2005 | Capcom                      | Có | Có | Có | Có      | [ 97 ]          |
| Mega Man: The Power Battle                         | Arcade                              | 18 tháng 10 năm 1995 | Capcom                      | Có |    |    |         | [ 98 ]          |
| Mega Man: The Wily Wars                            | Sega Mega Drive/Genesis             | 21 tháng 10 năm 1994 | Minakuchi Engineering       | Có | Có | Có | Có      | [ 99 ]          |
| Mega Twins                                         | Amiga                               | 1991                 |                             | Có | Có | Có | Có      | [ 100 ]         |
| Mega Twins                                         | Arcade                              | 19 tháng 6 năm 1990  | Capcom                      | Có | Có | Có | Có      | [ 100 ]         |
| Mega Twins                                         | Atari ST                            | 1991                 | Twilight                    | Có | Có | Có | Có      | [ 100 ]         |
| Mega Twins                                         | PC Engine                           | 1992                 | NEC Avenue                  | Có |    |    |         | [ 100 ]         |
| Mega Twins                                         | Sega Mega Drive/Genesis             | 1994                 | Visco                       | Có | Có | Có | Có      | [ 100 ]         |
| Mercs                                              | Amiga                               | tháng 4 năm 1990     | Tiertex                     | Có | Có | Có |         | [ 101 ]         |
| Mercs                                              | Amstrad CPC                         | tháng 4 năm 1990     |                             | Có | Có | Có |         | [ 101 ]         |
| Mercs                                              | Arcade                              | 2 tháng 3 năm 1990   | Capcom                      | Có | Có | Có |         | [ 101 ]         |
| Mercs                                              | Atari ST                            | tháng 4 năm 1990     | Tiertex                     | Có | Có | Có |         | [ 101 ]         |
| Mercs                                              | Commodore 64                        | tháng 4 năm 1990     |                             | Có | Có | Có |         | [ 101 ]         |
| Mercs                                              | Virtual Console                     | 9 tháng 2 năm 2009   |                             | Có | Có | Có |         | [ 102 ]         |
| Mercs                                              | ZX Spectrum                         | tháng 4 năm 1990     |                             | Có | Có | Có |         | [ 101 ]         |
| Metal Walker                                       | Game Boy Color                      | 24 tháng 12 năm 1999 | Capcom                      | Có | Có |    |         | [ 103 ]         |
| Mickey Mousecapade                                 | Nintendo Entertainment System       | 6 tháng 3 năm 1987   | Hudson Soft                 | Có | Có |    |         | [ 104 ]         |
| Mickey's Dangerous Chase                           | Game Boy                            | 15 tháng 5 năm 1991  | Now Production              | Có | Có | Có |         | [ 105 ]         |
| Mighty Final Fight                                 | Nintendo Entertainment System       | 11 tháng 6 năm 1993  | Capcom                      | Có | Có | Có | Có      | [ 106 ]         |
| Mighty Final Fight                                 | Virtual Console                     | 29 tháng 1 năm 2014  | Capcom                      | Có | Có | Có | Có      | [ 106 ]         |
| Minute to Win It                                   | iOS\| 17 tháng 3 năm 2011           | Capcom               |                             | Có | Có | Có | [ 107 ] |                 |
| Mizushima Shinji no Daikoushien                    | Nintendo Entertainment System       | 26 tháng 10 năm 1990 | Capcom                      | Có |    |    |         | [ 108 ]         |
| Mobile Suit Gundam SEED: Federation vs ZAFT        | Arcade                              | tháng 7 năm 2005     | Capcom                      | Có |    |    |         | [ 109 ]         |
| Mobile Suit Gundam SEED: Federation vs ZAFT        | PlayStation 2                       | 17 tháng 11 năm 2005 | Capcom                      | Có |    |    |         | [ 109 ]         |
| Mobile Suit Gundam SEED: Federation vs ZAFT        | PlayStation Portable                | 5 tháng 4 năm 2007   | Capcom                      | Có |    |    |         | [ 109 ]         |
| Mobile Suit Gundam: AEUG Vs Titans                 | Arcade                              | tháng 9 năm 2003     | Capcom                      | Có |    |    |         | [ 110 ]         |
| Mobile Suit Gundam: AEUG Vs Titans                 | PlayStation 2                       | tháng 9 năm 2003     | Capcom                      | Có |    |    |         | [ 110 ]         |
| Mobile Suit Gundam: Federation vs. Zeon            | Arcade                              | 6 tháng 12 năm 2001  | Capcom                      | Có | Có | Có |         | [ 111 ]         |
| Mobile Suit Gundam: Federation vs. Zeon            | PlayStation 2                       | 6 tháng 12 năm 2001  | Capcom                      | Có | Có | Có |         | [ 111 ]         |
| Mobile Suit Gundam: Federation vs. Zeon DX         | Dreamcast                           | 6 tháng 12 năm 2001  | Capcom                      | Có | Có | Có |         | [ 111 ]         |
| Monster Hunter                                     | PlayStation 2                       | 11 tháng 3 năm 2004  | Capcom                      | Có | Có | Có | Có      | [ 112 ]         |
| Monster Hunter 2                                   | PlayStation 2                       | 16 tháng 2 năm 2006  | Capcom                      | Có |    |    |         | [ 113 ]         |
| Monster Hunter 3 Ultimate                          | Nintendo 3DS                        | 10 tháng 12 năm 2011 | Capcom                      | Có | Có | Có | Có      | [ 114 ]         |
| Monster Hunter 3 Ultimate                          | Wii U                               | 8 tháng 12 năm 2012  | Capcom                      | Có | Có | Có | Có      | [ 114 ]         |
| Monster Hunter 4                                   | Nintendo 3DS                        | 14 tháng 9 năm 2013  | Capcom                      | Có |    |    |         | [ 115 ]         |
| Monster Hunter Freedom                             | PlayStation Portable                | 1 tháng 12 năm 2005  | Capcom                      | Có | Có | Có | Có      | [ 116 ]         |
| Monster Hunter Freedom 2                           | PlayStation Portable                | 22 tháng 2 năm 2007  | Capcom                      | Có | Có | Có | Có      | [ 117 ]         |
| Monster Hunter Freedom Unite                       | PlayStation Portable                | 27 tháng 3 năm 2008  | Capcom                      | Có | Có | Có | Có      | [ 118 ]         |
| Monster Hunter Freedom Unite                       | iOS\| 8 tháng 5 năm 2014            | Có                   | Capcom                      | Có | Có | Có | [ 119 ] |                 |
| Monster Hunter: Frontier G                         | Microsoft Windows                   | 17 tháng 4 năm 2013  | Capcom                      | Có |    |    |         | [ 120 ]         |
| Monster Hunter: Frontier G                         | Xbox 360                            | 17 tháng 4 năm 2013  | Capcom                      | Có |    |    |         | [ 120 ]         |
| Monster Hunter: Frontier G                         | PlayStation 3                       | 20 tháng 11 năm 2013 | Capcom                      | Có |    |    |         | [ 120 ]         |
| Monster Hunter: Frontier G                         | Wii U                               | 11 tháng 12 năm 2013 | Capcom                      | Có |    |    |         | [ 120 ]         |
| Monster Hunter: Frontier G                         | PlayStation Vita                    | 13 tháng 8 năm 2014  | Capcom                      | Có |    |    |         | [ 121 ]         |
| Monster Hunter Frontier Online                     | Microsoft Windows                   | 21 tháng 6 năm 2007  | Capcom                      | Có |    |    |         | [ 122 ]         |
| Monster Hunter Frontier Online                     | Xbox Live Marketplace               | 24 tháng 6 năm 2010  | Capcom                      | Có |    |    |         | [ 122 ]         |
| Monster Hunter G                                   | PlayStation 2                       | 20 tháng 1 năm 2005  | Capcom                      | Có |    |    | Có      | [ 123 ]         |
| Monster Hunter G                                   | Wii                                 | 23 tháng 4 năm 2009  | Capcom                      | Có |    |    |         | [ 123 ]         |
| Monster Hunter Generations / Monster Hunter X      | Nintendo 3DS                        | 28 tháng 11 năm 2015 | Capcom                      | Có |    |    |         | [ 124 ]         |
| Monster Hunter Generations / Monster Hunter X      | Nintendo 3DS                        | 15 tháng 7 năm 2016  | Capcom                      |    | Có | Có | Có      | [ 125 ]         |
| Monster Hunter Generations Ultimate                | Nintendo Switch                     | 28 tháng 11 năm 2015 | Capcom                      | Có |    |    |         | [ 126 ]         |
| Monster Hunter Portable 3rd                        | PlayStation Portable                | 1 tháng 12 năm 2010  | Capcom                      | Có |    |    | Có      | [ 127 ]         |
| Monster Hunter Portable 3rd HD ver.                | PlayStation 3                       | 25 tháng 8 năm 2011  | Capcom                      | Có |    |    |         | [ 128 ]         |
| Monster Hunter Stories                             | Nintendo 3DS                        | 8 tháng 10 năm 2016  | Marvelous                   | Có |    |    |         | [ 129 ]         |
| Monster Hunter Tri                                 | Wii                                 | 1 tháng 8 năm 2009   | Capcom                      | Có | Có | Có | Có      | [ 130 ]         |
| Monster Hunter: World                              | PlayStation 4                       | 26 tháng 1 năm 2018  | Capcom                      | Có | Có | Có | Có      | [ 131 ]         |
| Monster Hunter: World                              | Xbox One                            | 26 tháng 1 năm 2018  | Capcom                      | Có | Có | Có | Có      | [ 131 ]         |
| Monster Hunter: World                              | Microsoft Windows                   | 9 tháng 8 năm 2018   | Capcom                      | Có | Có | Có | Có      | [ 131 ]         |
| Monster Hunter XX                                  | Nintendo 3DS                        | 18 tháng 3 năm 2017  | Capcom                      | Có |    |    |         | [ 132 ]         |
| Monster Hunter XX: Nintendo Switch Ver.            | Nintendo Switch                     | 25 tháng 8 năm 2017  | Capcom                      | Có |    |    |         | [ 133 ]         |
| MotoGP                                             | Wii                                 | 30 tháng 10 năm 2008 | Milestone S.r.l.            |    | Có | Có | Có      | [ 134 ]         |
| MotoGP '07                                         | PlayStation 2                       | 1 tháng 10 năm 2007  | Milestone S.r.l.            | Có | Có | Có | Có      | [ 135 ]         |
| MotoGP '08                                         | PlayStation 2                       | 24 tháng 10 năm 2008 | Milestone S.r.l.            |    | Có | Có | Có      | [ 136 ]         |
| MotoGP '08                                         | PlayStation 3                       | 24 tháng 10 năm 2008 | Milestone S.r.l.            |    | Có | Có | Có      | [ 136 ]         |
| MotoGP '08                                         | Xbox 360                            | 24 tháng 10 năm 2008 | Milestone S.r.l.            |    | Có | Có | Có      | [ 136 ]         |
| MotoGP '08                                         | Microsoft Windows                   | 24 tháng 10 năm 2008 | Milestone S.r.l.            |    | Có | Có |         | [ 136 ]         |
| MotoGP 09/10                                       | PlayStation 3                       | 18 tháng 3 năm 2010  | Monumental Games            |    | Có | Có | Có      | [ 137 ]         |
| MotoGP 09/10                                       | Xbox 360                            | 18 tháng 3 năm 2010  | Monumental Games            |    | Có | Có | Có      | [ 137 ]         |
| MotoGP 10/11                                       | PlayStation 3                       | 15 tháng 3 năm 2011  | Monumental Games            |    | Có | Có | Có      | [ 138 ]         |
| MotoGP 10/11                                       | Xbox 360                            | 15 tháng 3 năm 2011  | Monumental Games            |    | Có | Có | Có      | [ 138 ]         |
| Mr. Bill                                           | iOS\| 24 tháng 9 năm 2010           | Capcom               |                             | Có | Có | Có | [ 139 ] |                 |
| Muscle Bomber                                      | CPS Changer                         | 13 tháng 7 năm 1993  | Capcom                      | Có | Có | Có | Có      | [ 140 ]         |
| Muscle Bomber 2                                    | CPS Changer                         | 2 tháng 9 năm 1994   | Capcom                      | Có | Có | Có | Có      | [ 140 ]         |
| Muscle Bomber Duo                                  | Arcade                              | 6 tháng 12 năm 1993  | Capcom                      | Có | Có | Có | Có      | [ 141 ] [ 142 ] |
| Muscle Bomber: The Body Explosion                  | FM Towns                            | 13 tháng 7 năm 1993  | Capcom                      | Có | Có | Có | Có      | [ 140 ]         |